# Eisenstadt
Eisenstadt (nome histórico húngaro Kismarton;  croata Željezno;  romani Srasta) é uma cidade estatutária da Áustria, capital do Estado do Burgenland e o centro administrativo do distrito político Eisenstadt-Umgebung. É a menor capital da Áustria e possui 13.000 habitantes.

## Geografia
Cidade e situada aos pés de Leithagebirge, 12 km a oeste do Lago de Neusiedl e 54 km a sudeste de Viena.

## População

### Desenvolvimento de População
Dados das estatísticas de Áustria

### Línguas

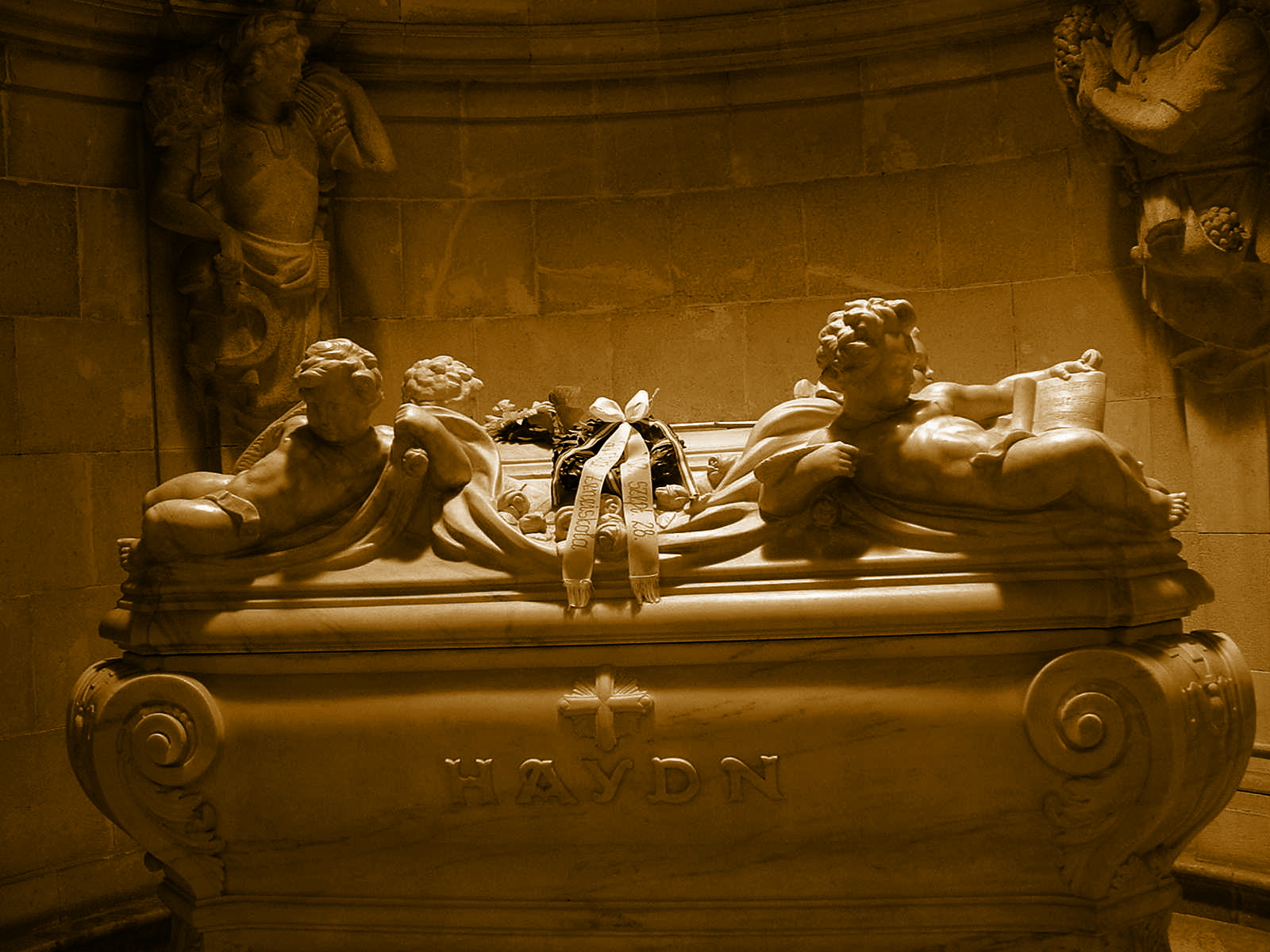
Túmulo do Haydn

• Alemão 87,9% 

• húngaro 3,3% 

• Língua Croata do Burgenland 2,8%

## Clima
A longo prazo, temperatura média anual (determinado nos anos 1961 a 1990) é 10,4 ° C. A média do ano de 2007 foi de 11,8 ° C.

A precipitação média anual (1961 a 1991) é 589 mm.

## Historia
A localidade ja foi povoada no período Hallstatt.
Um pouco mais tarde resolvida em celtas e romanos.
Na época das migrações povoada vários povos germânicos e os hunos. Cerca de 800 na época do Carlos Magno começou a colonização pelos bávaros.

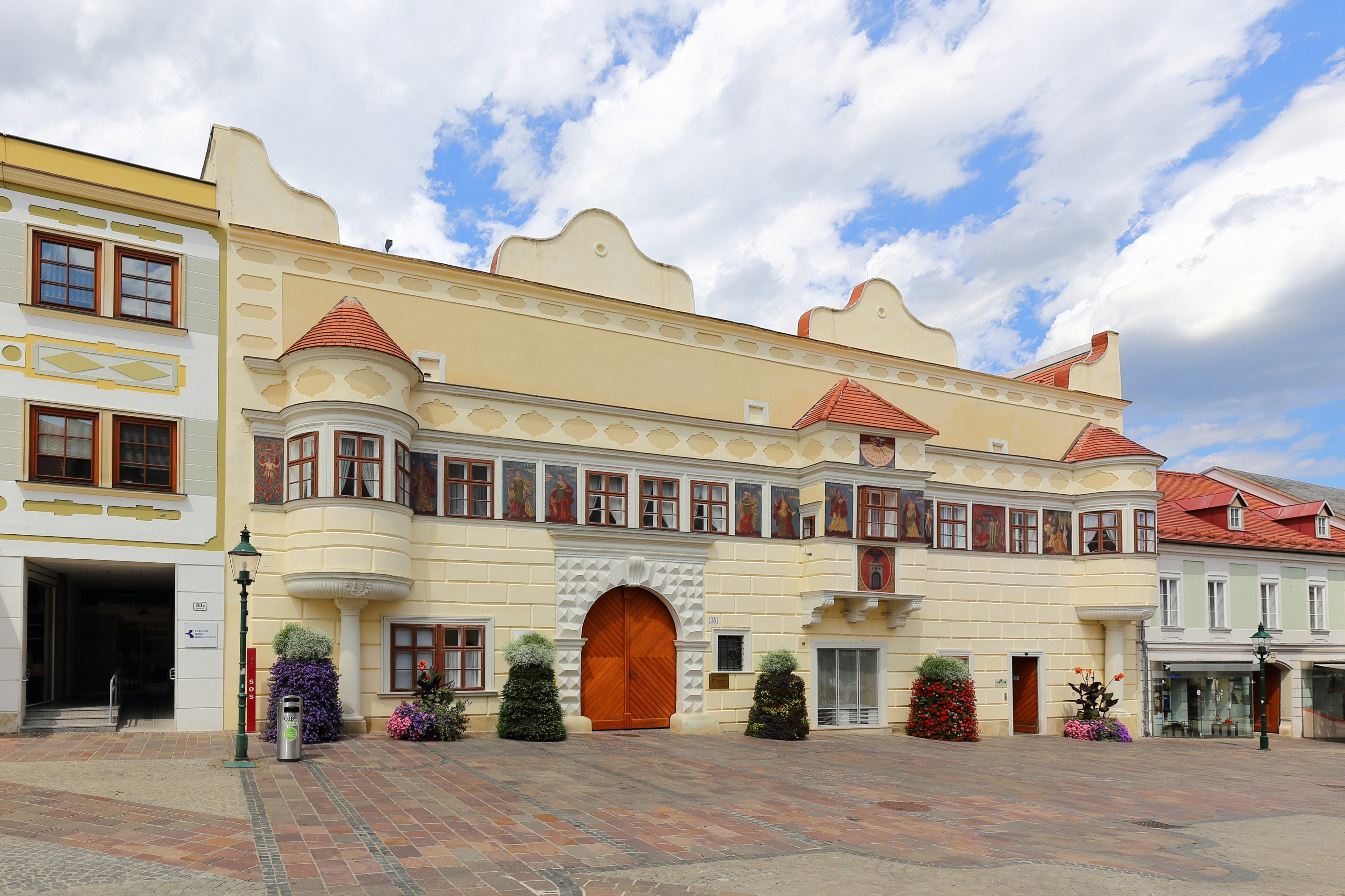
Câmara municipal

Em 1118 Eisenstadt apareceu pela primeira vez como "castrum Ferrum". A primeira menção escrita foi feita em 1264 como "menores Mortin" (do acordo com o húngaro "Kismarton").
Em 1373 a cidade entrou em posse da família nobre húngara Kanizsai. Na altura construiram uma muralha em torno do castelo, a qual fechava toda a cidade. A partir deste período vem o nome "Eysenstat" (forte, ferro, portanto, Eisenstadt).
A partir de 1622 a cidade chegou à posse da Família Eszterháza.
Até 1920/21 toda área pertencia ao Reino da Hungria. Após a assinatura do Tratado de Trianon a Áustria recebeu a Burgenland (4.000 km²) e Eisenstadt tornou-se capital do Burgenland.

## Atrações

### Palácio Eszterházy
O Palácio Esterházy e originalmente um castelo de estilo gótico (1364) que o Príncipe Esterházy mandou derrubar e reconstruir de maneira magistral (1663-1672), transformando-o no centro da vida na corte.

### A Haydnsaal
A Haydnsaal, originalmente a grande sala que servia a múltiplos propósitos, como festivais e banquetes, é uma obra de arte, por si só, dentro do Palácio Esterházy.

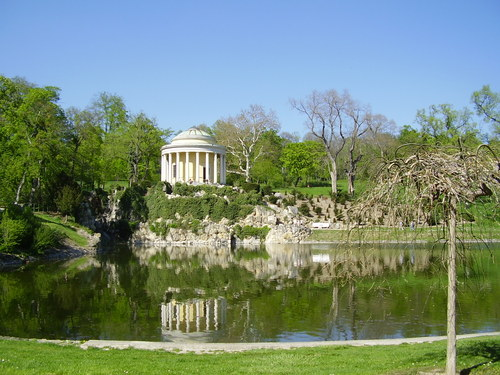
Parque do Palácio

Com o seu tamanho e esplendor de ornamentos, reflecte o domínio político, económico e cultural da Família Eszterházy.

### Parque do Palácio
Um jardim barroco, que após sua reconstrução em 1880, transformou-se em um jardim inglês.

### Joseph Haydn Museum
Em Haydngasse fica a casa, agora um museu, em que Haydn viveu durante um certo número de anos.

### Igreja do Monte (Bergkirche)
Igreja com os restos mortais de Haydn jazem no túmulo dentro da igreja do Monte (Bergkirche) - Mausoléu de Haydn, próximo do Palácio Esterházy.

### Fotografias

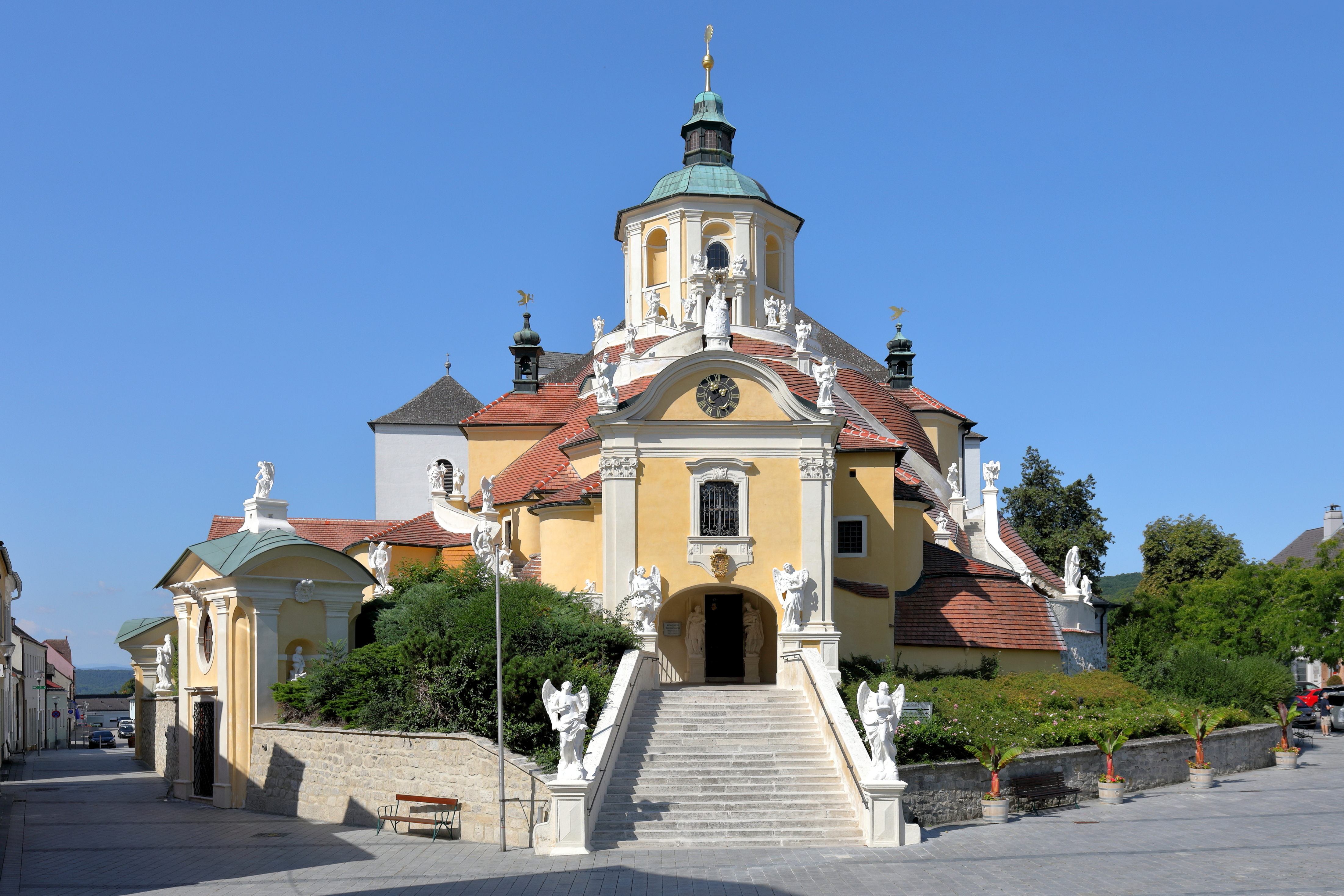
Igreja do Monte (Bergkirche)
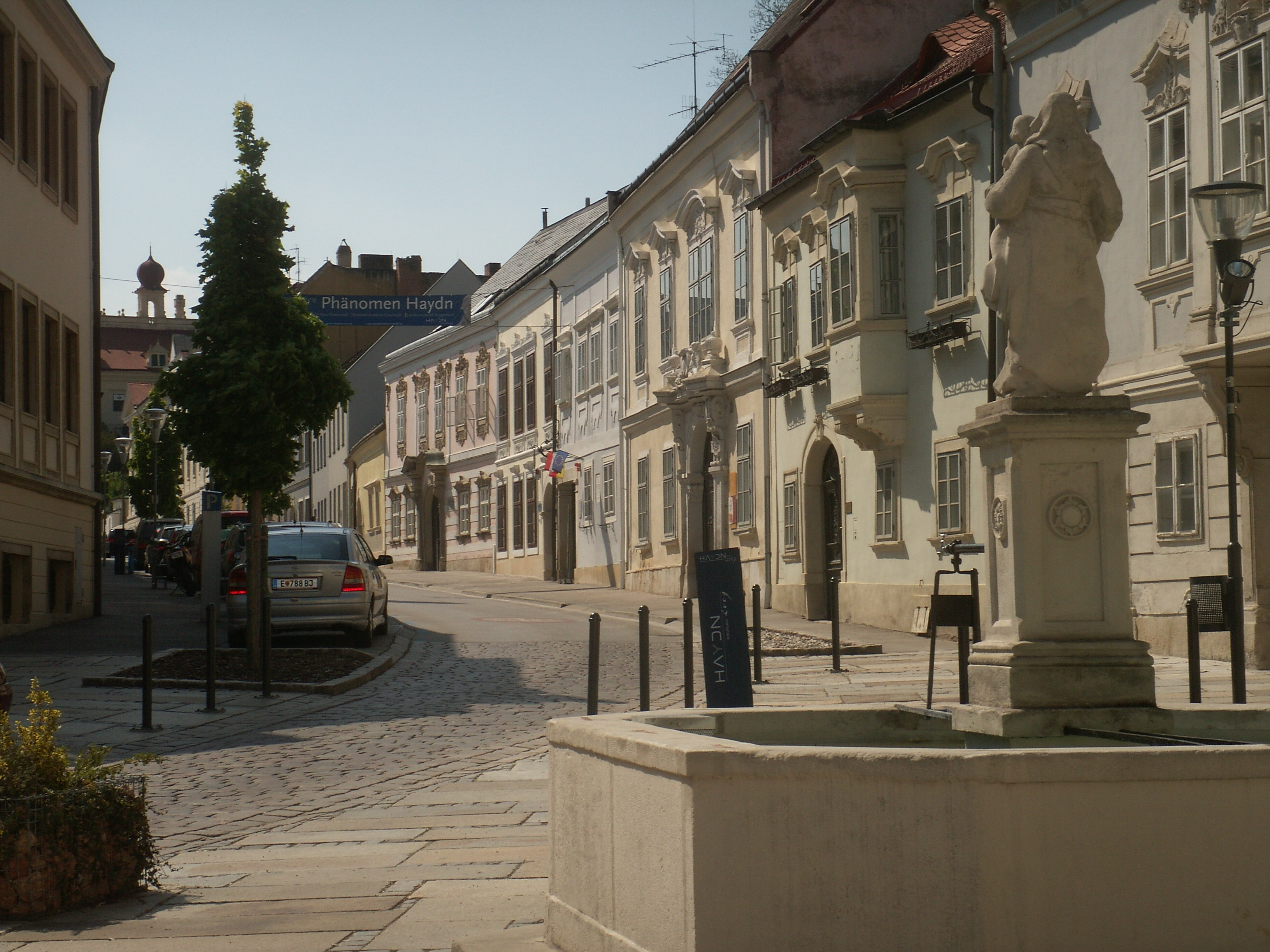
Rua do Haydn (Haydngasse)
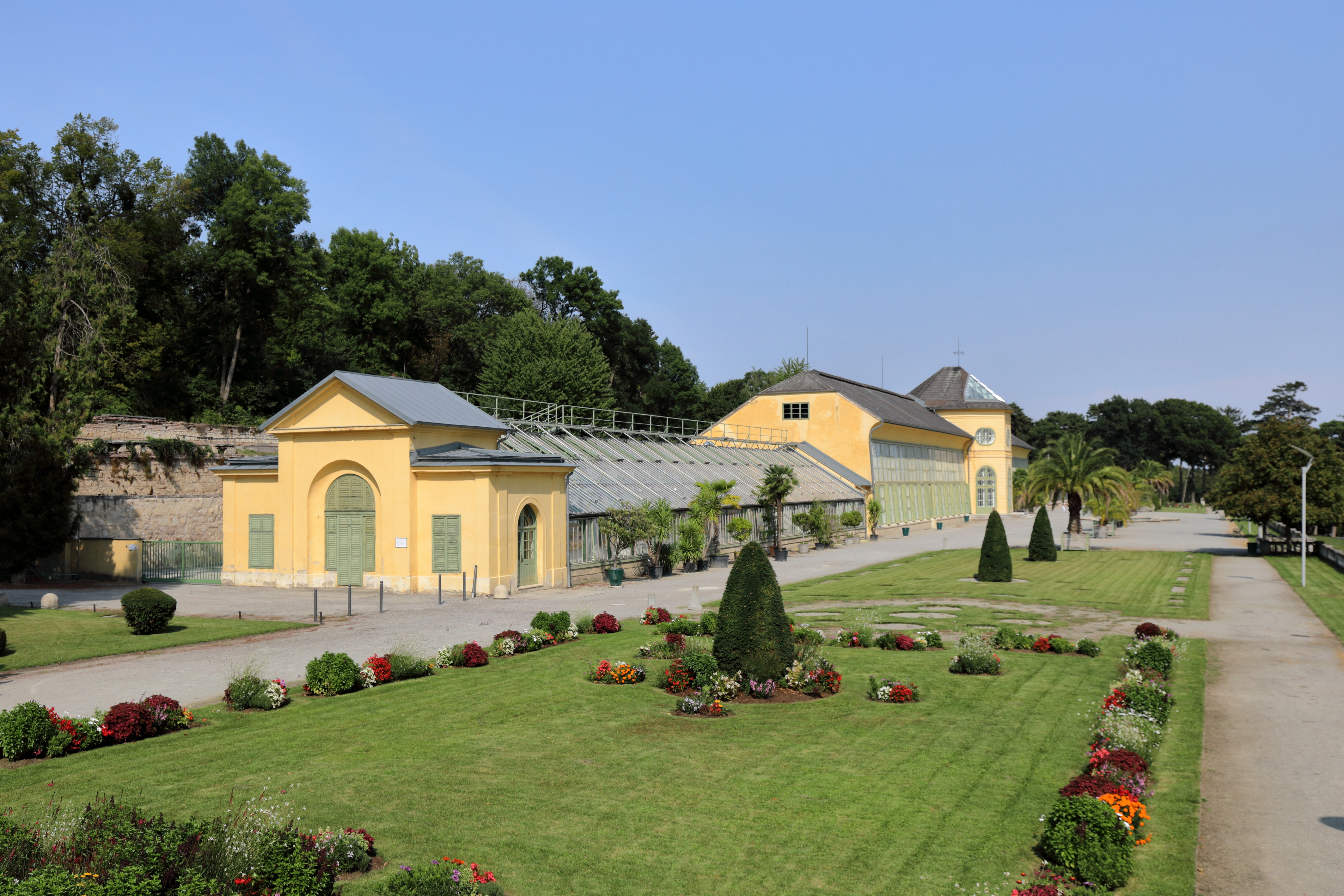
Parque do palácio
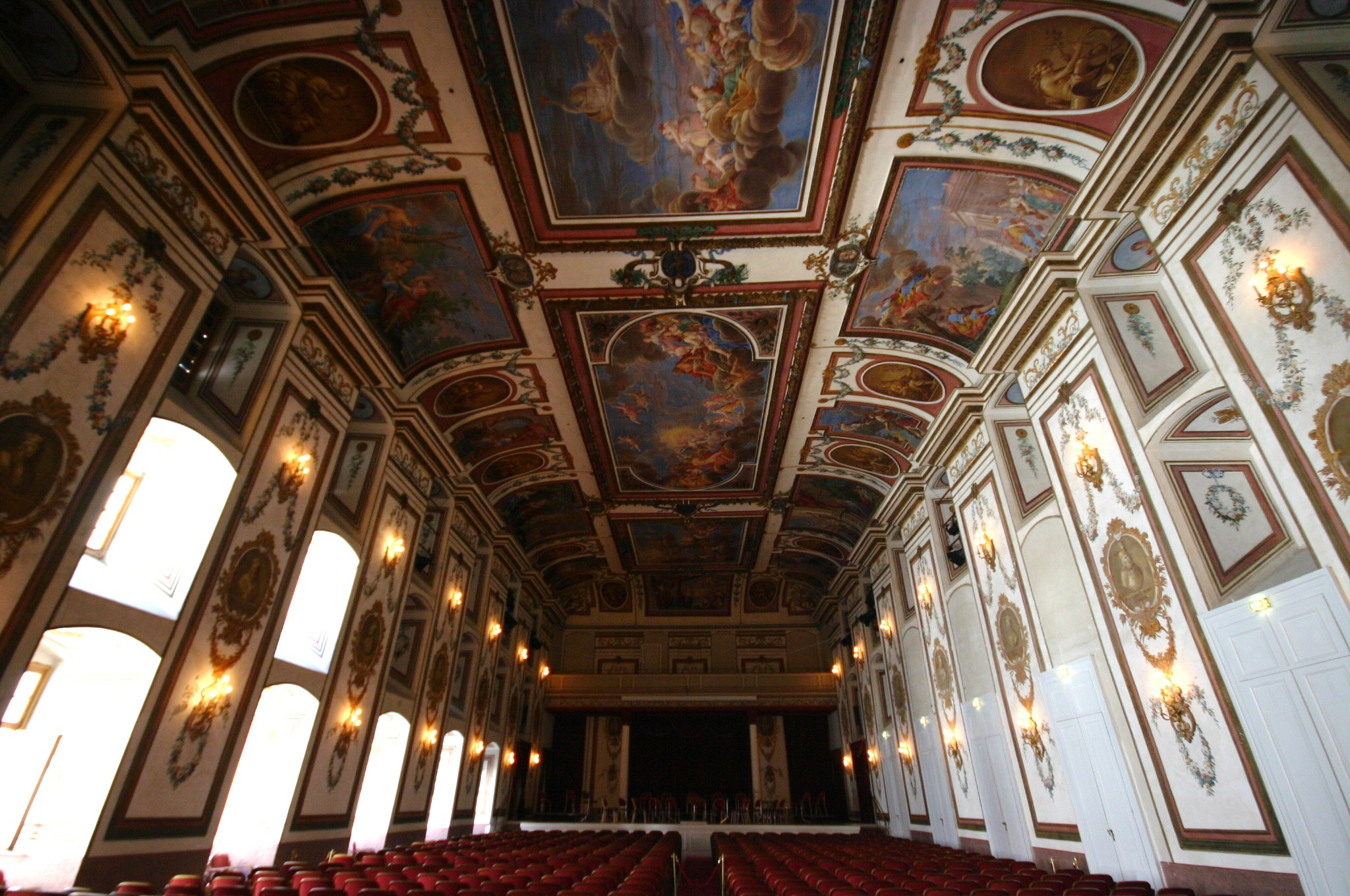
Palácio Esterházy - Haydnsaal